# Meu Reino Encantado III
Meu Reino Encantado III é o nono álbum de estúdio do cantor brasileiro Daniel em carreira solo. Foi lançado em 25 de julho de 2005 pela Warner Music, sendo o terceiro do projeto Meu Reino Encantado. Teve como sucesso as canções "Desatino", gravada por Daniel em parceria com a dupla Rionegro & Solimões, que, inclusive, ganhou um videoclipe, apenas com a participação do cantor, e "Mala Amarela", com a participação de seu pai, José Camillo. O álbum chegou a marca de 100 mil cópias vendidas em todo o Brasil e conquistou o disco de ouro. Meu Reino Encantado III contou com várias participações especiais, como Zé Henrique & Gabriel, Abel & Caim, Bruno & Marrone, entre outros. Em 2006, o álbum foi relançado em um box set intitulado Meu Reino Encantado - A Coleção, juntamente com os dois outros volumes do projeto.

## Lista de faixas
| N.º            | Título                                              | Compositor(es)                      | Duração |  |
| 1.             | "Desatino" (part. Rionegro & Solimões)              | Ronaldo Viola / Zé Bill             | 4:07    |  |
| 2.             | "Jeitão de Caboclo" (part. José Camillo)            | Valdemar Reis / Liu                 | 3:27    |  |
| 3.             | "Proposta" (part. Zé Henrique e Gabriel)            | Itamaracá / Cláudio Balestro        | 2:48    |  |
| 4.             | "Pescador e Catireiro" (part. Abel & Caim)          | Cacique / Carreirinho               | 3:42    |  |
| 5.             | "Mercedita (Merceditas)" (part. Perla)              | Ramon Sixto Rios (Versão: Belmonte) | 3:03    |  |
| 6.             | "Sertanejo de Coração" (part. Bruno & Marrone)      | Lucas / Luan                        | 4:20    |  |
| 7.             | "Mala Amarela" (part. José Camillo)                 | Caetano Erba / Paraíso              | 2:55    |  |
| 8.             | "Gente de Minha Terra" (part. Amaraí e Francis Jr.) | Goiá / Amir                         | 2:41    |  |
| 9.             | "A Volta do Boiadeiro" (part. Lourenço e Lourival)  | Sulino / Teddy Vieira               | 3:18    |  |
| 10.            | "Poeira" (part. Duo Glacial)                        | Luis Bonan / Serafim Colombo Gomes  | 3:20    |  |
| 11.            | "Na Barba do Leão" (part. Os Filhos de Goiás)       | Lourival dos Santos / Priminho      | 2:39    |  |
| 12.            | "O Último dos Carreiros" (part. André & Andrade)    | José Béttio / Wilson Roncatti       | 3:40    |  |
| 13.            | "Bica D'Água" (part. Raul Gil)                      | João Gonçalves / Produtor           | 2:17    |  |
| 14.            | "A Vida de Pescador" (part. Ataíde e Alexandre)     | Mathias                             | 3:35    |  |
| 15.            | "Dia de Visita" (part. Moacyr Franco)               | Moacyr Franco                       | 4:40    |  |
| 16.            | "Desatino" (faixa bônus)                            | Ronaldo Viola / Zé Bill             | 4:07    |  |
| Duração total: | Duração total:                                      | Duração total:                      | 55:11   |  |

## Charts
| País                                   | Melhor posição |
| -------------------------------------- | -------------- |
| Brasil - Hits of the World (Billboard) | 7              |

## Certificações e vendas
| País          | Certificação | Data | Vendas certificadas |
| ------------- | ------------ | ---- | ------------------- |
| Brasil (ABPD) | Ouro         | 2005 | 100.000             |